# Evropská konferenční liga UEFA 2023/2024
Evropská konferenční liga UEFA 2023/2024 byla 3. sezóna Evropské konferenční ligy UEFA, mezinárodní fotbalové soutěže, které se účastnily týmy z členských asociací UEFA. Koná se od srpna 2023 (kvalifikace) a od září 2023 do května 2024 (hlavní část).
Vítězný tým Evropské konferenční ligy 2023/24 se automaticky kvalifikoval do skupinové fáze Evropské ligy 2024/25, pokud se ze své ligové soutěže nekvalifikoval do skupinové fáze Ligy mistrů 2024/25.

## Účastnická místa
Celkem 178 týmů z 54 z celkových 55 členských zemí UEFA se účastnilo Evropské konferenční ligy UEFA 2022/23. Jedinou výjimkou bylo Rusko, jehož týmy UEFA vyloučila ze soutěží. Země získaly účastnická místa dle koeficientů UEFA:
- Asociace na 1.–5. místě obdržely jedno místo.
- Asociace na 6.–16. místě (kromě Ruska) a na 51.–55. obdržely dvě místa.
- Asociace na 17.–50. místě obdržely tři místa (s výjimkou Lichtenštejnska), které obdrželo jen jedno místo pro vítěze domácího poháru.
- Dále se Evropské konferenční ligy účastnilo 18 týmů vyřazených v předkolech Ligy mistrů a 25 týmů vyřazených z Evropské ligy.

### Žebříček UEFA
Účastnická místa pro Evropskou konferenční ligu UEFA 2022/23 byla rozdělena podle koeficientu UEFA z roku 2021, do kterého byly započteny výsledky klubů dané země v evropských pohárových soutěžích od sezóny 2016/17 do sezóny 2020/21 včetně.
| #  | Asociace    | Koef.   | Týmy |
| -- | ----------- | ------- | ---- |
| 1  | Anglie      | 106,641 | 1    |
| 2  | Španělsko   | 96,141  | 1    |
| 3  | Itálie      | 76,902  | 1    |
| 4  | Německo     | 75,213  | 1    |
| 5  | Francie     | 60,081  | 1    |
| 6  | Portugalsko | 53,382  | 2    |
| 7  | Nizozemsko  | 49,300  | 2    |
| 8  | Rakousko    | 38,850  | 2    |
| 9  | Skotsko     | 36,900  | 2    |
| 10 | Rusko       | 34,482  | 0    |
| 11 | Srbsko      | 33,375  | 2    |
| 12 | Ukrajina    | 31,800  | 2    |
| 13 | Belgie      | 30,600  | 2    |
| 14 | Švýcarsko   | 29,675  | 2    |
| 15 | Řecko       | 28,200  | 2    |
| 16 | Česko       | 27,800  | 2    |
| 17 | Norsko      | 27,250  | 3    |
| 18 | Dánsko      | 27,175  | 3    |
| 19 | Chorvatsko  | 27,150  | 3    |

| #  | Asociace            | Koef.  | Týmy |
| -- | ------------------- | ------ | ---- |
| 20 | Turecko             | 27,100 | 3    |
| 21 | Kypr                | 26,375 | 3    |
| 22 | Izrael              | 24,375 | 3    |
| 23 | Švédsko             | 22,875 | 3    |
| 24 | Bulharsko           | 19,500 | 3    |
| 25 | Rumunsko            | 17,150 | 3    |
| 26 | Ázerbájdžán         | 17,000 | 3    |
| 27 | Maďarsko            | 16,375 | 3    |
| 28 | Polsko              | 15,875 | 3    |
| 29 | Kazachstán          | 15,750 | 3    |
| 30 | Slovensko           | 15,625 | 3    |
| 31 | Slovinsko           | 15,000 | 3    |
| 32 | Bělorusko           | 12,500 | 3    |
| 33 | Moldavsko           | 11,250 | 3    |
| 34 | Litva               | 10,000 | 3    |
| 35 | Bosna a Hercegovina | 9,125  | 3    |
| 36 | Finsko              | 8,875  | 3    |
| 37 | Lucembursko         | 8,750  | 3    |
| 38 | Lotyšsko            | 8,625  | 3    |

| #  | Asociace          | Koef. | Týmy |
| -- | ----------------- | ----- | ---- |
| 39 | Kosovo            | 8,166 | 3    |
| 40 | Irsko             | 8,125 | 3    |
| 41 | Arménie           | 8,125 | 3    |
| 42 | Severní Irsko     | 8,083 | 3    |
| 43 | Albánie           | 8,000 | 3    |
| 44 | Faerské ostrovy   | 7,250 | 3    |
| 45 | Estonsko          | 7.041 | 3    |
| 46 | Malta             | 7,000 | 3    |
| 47 | Gruzie            | 7,000 | 3    |
| 48 | Severní Makedonie | 7,000 | 3    |
| 49 | Lichtenštejnsko   | 6,500 | 1    |
| 50 | Wales             | 5,500 | 3    |
| 51 | Gibraltar         | 5,416 | 2    |
| 52 | Island            | 5,375 | 2    |
| 53 | Černá Hora        | 4,875 | 2    |
| 54 | Andorra           | 4,665 | 2    |
| 55 | San Marino        | 1,332 | 2    |

### Rozdělení týmů
Vzhledem k vyloučení týmů z Ruska v soutěžích UEFA a vzhledem k tomu, že si vítěz Evropské konferenční ligy 2021/22 zajistil místo v základní části Evropské ligy 2022/23 došlo oproti původnímu rozdělení k následujícím úpravám:
- Vítěz poháru asociace na 16. a 17. místě (Srbsko, Česko) vstoupí do Evropské ligy, namísto 2. předkola Evropské konferenční ligy.
- Vítězové poháru asociací na 18.–20. místě (Chorvatsko, Švýcarsko, Řecko) vstoupí přímo do 3. předkola, namísto 2. předkola.
- Vítězové poháru asociací na 30.–41. místě (Polsko, Slovinsko, Slovensko, Lichtenštejnsko, Litva, Lucembursko, Bosna a Hercegovina, Irsko, Severní Makedonie, Arménie, Lotyšsko, Albánie) vstoupí přímo do 2. předkola, namísto 1. předkola.

|                            |                             | Týmy vstupující do tohoto kola | Týmy postupující z předchozího kola                      | Týmy přesunuté z Ligy mistrů                                                               | Týmy přesunuté z Evropské ligy                     |
| -------------------------- | --------------------------- | --- | -------------------------------------------------------- | ------------------------------------------------------------------------------------------ | -------------------------------------------------- |
| 1. předkolo (62 týmů)      | 1. předkolo (62 týmů)       | - 16 vítězů pohárů z asociací na 40.–55. místě - 25 týmů ze 2. místa asociací na 30.–55. místě (kromě Lichtenštejnska) - 21 týmů ze 3. místa asociací na 29.–50. místě (kromě Lichtenštejnska)                                       |                                                          |                                                                                            |                                                    |
| 2. předkolo                | Mistrovská část (18 týmů)   | |                                                          | - 15 vyřazené týmy z 1. předkola Ligy mistrů - 3 vyřazených týmů z 0. předkola Ligy mistrů |                                                    |
| 2. předkolo                | Nemistrovská část (90 týmů) | - 20 vítězů pohárů z asociací na 20.–39. místě - 14 týmů ze 2. místa asociací na 16.–29. místě - 16 týmů ze 3. místa asociací na 13.–28. místě - 8 týmů ze 4. místa asociací na 7.–15. místě - 1 tým z 5. místa asociace na 6. místě | - 31 vítězů z 1. předkola                                |                                                                                            |                                                    |
| 3. předkolo                | Mistrovská část (10 týmů)   | | - 9 vítězů z 2. předkola MČ                              | - 1 tým z prvního předkola LM                                                              |                                                    |
| 3. předkolo                | Nemistrovská část (54 týmů) | - 3 vítězové domácího poháru z asociací na 17.-19. místě - 5 týmů ze 3. míst z asociací na 7.–12. místě (kromě Ruska) - 1 tým ze 4. místa asociace na 6. místě                                                                       | - 45 vítězů z 2. předkola NČ                             |                                                                                            |                                                    |
| 4. předkolo (44 týmů)      | Mistrovská část (10 týmů)   | | - 5 vítězů z 3. předkola MČ                              |                                                                                            | - 5 týmů vyřazených z 3. předkola MČ Evropské ligy |
| 4. předkolo (44 týmů)      | Nemistrovská část (34 týmů) | - 1 tým z 5. místa asociace na 5. místě - 3 týmy ze 6. míst asociací na 2–4. místě - 1 vítěz anglického ligového poháru | - 27 vítězů z 3. předkola NČ                             |                                                                                            | - 2 týmy vyřazené z 3. předkola NČ Evropské ligy   |
| Skupinová fáze (32 týmů)   | Skupinová fáze (32 týmů)    | | - 5 vítězů z 4. předkola MČ - 17 vítězů z 4. předkola NČ |                                                                                            | - 10 týmů vyřazených ze 4. předkola EL             |
| Předkolo playoff (16 týmů) | Předkolo playoff (16 týmů)  | | - 8 týmů z 2. míst základních skupin                     |                                                                                            | - 8 týmů ze 3. míst základních skupin EL           |
| Vyřazovací fáze (16 týmů)  | Vyřazovací fáze (16 týmů)   | | - 8 vítězů předkola playoff - 8 vítězů základních skupin |                                                                                            |                                                    |

### Týmy
Týmy kvalifikované do Evropské konferenční ligy UEFA 2023/2024 seřazeny podle předkol do kterých vstoupily. V závorkách způsob kvalifikace:
Popisky v závorkách ukazují z jaké pozice se tým kvalifikoval do soutěže:
- 2., 3., 4., atd.: Umístění v lize
  - POE: Vítězové ligového play-off o Evropu
- VP: Vítěz domácího poháru
- LP: Vítěz ligového poháru
- LM: Vstup z Ligy mistrů
  - P1: Poražení z 1. předkola
  - P0: Poražení z 0. předkola
- EL: Vstup z Evropské ligy
  - 3S: 3. místo v základní skupině
  - P4: Poražení ze 4. předkola
  - P3: Poražení ze 3. předkola
- MČ: mistrovská část × NČ: nemistrovská část

| Vstup             | Vstup             | Týmy                         | Týmy                        | Týmy                       | Týmy                            |  |
| ----------------- | ----------------- | ---------------------------- | --------------------------- | -------------------------- | ------------------------------- |  |
| Předkolo play-off | Předkolo play-off | Olympiakos (EL 3S            | Ajax (EL 3S)                | Real Betis (EL 3S)         | Sturm Graz (EL 3S)              |  |
| Předkolo play-off | Předkolo play-off | Union Saint-Gilloise (EL 3S) | Makabi Haifa (EL 3S)        | Servette (EL 3S)           | Molde (EL 3S)                   |  |
|                   |                   |                              |                             |                            |                                 |  |
| Základní skupina  | Základní skupina  | Aberdeen (EL P4)             | Čukarički (EL P4)           | Zorja Luhansk (EL P4)      | Lugano (EL P4)                  |  |
| Základní skupina  | Základní skupina  | Dinamo Záhřeb (EL P4)        | Ludogorec Razgrad (EL P4)   | Slovan Bratislava (EL P4)  | Olimpija Lublaň (EL P4)         |  |
| Základní skupina  | Základní skupina  | Zrinjski Mostar (EL P4)      | KÍ (EL P4)                  |                            |                                 |  |
|                   |                   |                              |                             |                            |                                 |  |
| 4. předkolo       | Mistrovská část   | Astana (EL P3-MČ)            | BATE Borisov (EL P3-MČ)     | Žalgiris (EL P3-MČ)        | HJK (EL P3-MČ)                  |  |
| 4. předkolo       | Mistrovská část   | Breiðablik (EL P3-MČ)        |                             |                            |                                 |  |
| 4. předkolo       | Nemistrovská část | Aston Villa (7.)             | Osasuna (7.)                | Fiorentina (8.)            | Eintracht Frankfurt (7.)        |  |
| 4. předkolo       | Nemistrovská část | Lille (5.)                   | Dnipro-1 (EL P3-NČ)         | Genk (EL P3-NČ)            |                                 |  |
|                   |                   |                              |                             |                            |                                 |  |
| 3. předkolo       | Mistrovská část   | Lincoln Red Imps (LM P1)     | Flora (LM P1)               |                            |                                 |  |
| 3. předkolo       | Nemistrovská část | Arouca (5.)                  | AZ (4.)                     | Rapid Vídeň (4.)           | Heart of Midlothian (4.)        |  |
| 3. předkolo       | Nemistrovská část | Partizan (4.)                | Dynamo Kyjev (4.)           | Brann (VP)                 | Nordsjælland (2.)               |  |
| 3. předkolo       | Nemistrovská část | Hajduk Split (VP)            |                             |                            |                                 |  |
|                   |                   |                              |                             |                            |                                 |  |
| 2. předkolo       | Mistrovská část   | Larne (LM P1)                | Ballkani (LM P1)            | Swift Hesperange (LM P1)   | Ferencvárosi (LM P1)            |  |
| 2. předkolo       | Mistrovská část   | Dinamo Tbilisi (LM P1)       | Valmiera (LM P1)            | Shamrock Rovers (LM P1)    | Urartu (LM P1)                  |  |
| 2. předkolo       | Mistrovská část   | The New Saints (LM P1)       | Partizani (LM P1)           | Farul Constanța (LM P1)    | Ħamrun Spartans (LM P1)         |  |
| 2. předkolo       | Mistrovská část   | Struga (LM P1)               | Budućnost Podgorica (LM P0) | Tre Penne (LM P0)          | Atlètic Club d'Escaldes (LM P0) |  |
| 2. předkolo       | Nemistrovská část | Vitória de Guimarães (6.)    | Twente (POV)                | Austria Vídeň (POV)        | Hibernian (5.)                  |  |
| 2. předkolo       | Nemistrovská část | Vojvodina (5.)               | Vorskla Poltava (5.)        | Club Brugge (4.)           | Gent (5.)                       |  |
| 2. předkolo       | Nemistrovská část | Luzern (4.)                  | Basilej (5.)                | PAOK                       | Aris (5.)                       |  |
| 2. předkolo       | Nemistrovská část | Viktoria Plzeň (3.)          | Bohemians Praha 1905 (4.)   | Bodø/Glimt (2.)            | Rosenborg (3.)                  |  |
| 2. předkolo       | Nemistrovská část | AGF (3.)                     | Midtjylland (POV)           | Osijek (3.)                | Rijeka (4.)                     |  |
| 2. předkolo       | Nemistrovská část | Fenerbahçe (VP)              | Beşiktaş (3.)               | Adana Demirspor (4.)       | Omonia (VP)                     |  |
| 2. předkolo       | Nemistrovská část | APOEL (2.)                   | AEK Larnaka (3.)            | Bejtar Jeruzalém (VP)      | Hapoel Beer Ševa (2.)           |  |
| 2. předkolo       | Nemistrovská část | Maccabi Tel Aviv (3.)        | Djurgårdens (2.)            | Hammarby (3.)              | Kalmar (4.)                     |  |
| 2. předkolo       | Nemistrovská část | CSKA Sofia (2.)              | CSKA 1948 (3.)              | Levski Sofia (POV)         | Sepsi OSK (VP)                  |  |
| 2. předkolo       | Nemistrovská část | FCSB (2.)                    | CFR Kluž (POV)              | Qəbələ (VP)                | Sabah (2.)                      |  |
| 2. předkolo       | Nemistrovská část | Neftçi (3.)                  | Zalaegerszegi (VP)          | Kecskeméti (2.)            | Debreceni (3.)                  |  |
| 2. předkolo       | Nemistrovská část | Legia Warszawa (VP)          | Lech Poznań (3.)            | Pogoń Szczecin (4.)        | Ordabasy (VP)                   |  |
| 2. předkolo       | Nemistrovská část | Aktobe (2.)                  | Spartak Trnava (VP)         | Celje (2.)                 | Torpedo-BelAZ Zhodino (VP)      |  |
| 2. předkolo       | Nemistrovská část | Petrocub Hîncești (2.)       | Kauno Žalgiris (2.)         | Borac Banja Luka (2.)      | KuPS (VP)                       |  |
| 2. předkolo       | Nemistrovská část | Differdange 03 (VP)          | Auda (VP)                   | Drita (2.)                 |                                 |  |
| 2. předkolo       |                   |                              |                             |                            |                                 |  |
| 1. předkolo       | 1. předkolo       | Tobol (3.)                   | DAC Dunajská Streda (2.)    | Žilina (POV)               | Maribor (3.)                    |  |
| 1. předkolo       | 1. předkolo       | Domžale (4.)                 | Dinamo Minsk (4.)           | Isloch Minsk Raion (5.)    | Zimbru Chișinău (3.)            |  |
| 1. předkolo       | 1. předkolo       | Milsami Orhei (4.)           | Panevėžys (3.)              | Hegelmann (4.)             | Željezničar (3.)                |  |
| 1. předkolo       | 1. předkolo       | Sarajevo (4.)                | Honka (3.)                  | Haka (4.)                  | Progrès Niederkorn (2.)         |  |
| 1. předkolo       | 1. předkolo       | F91 Dudelange (2.)           | Riga (2.)                   | RFS (3.)                   | Gjilani (3.)                    |  |
| 1. předkolo       | 1. předkolo       | Dukagjini (4.)               | Derry City (VP)             | Dundalk (3.)               | St Patrick's Athletic (4.)      |  |
| 1. předkolo       | 1. předkolo       | Pjunik (2.)                  | Ararat-Armenia (3.)         | Alaškert (4.)              | Crusaders (VP)                  |  |
| 1. předkolo       | 1. předkolo       | Linfield (2.)                | Glentoran (POV)             | Egnatia (VP)               | Tirana (2.)                     |  |
| 1. předkolo       | 1. předkolo       | Vllaznia (4.)                | Víkingur Gøta (2.)          | HB Tórshavn (3.)           | B36 Tórshavn (4.)               |  |
| 1. předkolo       | 1. předkolo       | Narva Trans (VP)             | FCI Levadia (2.)            | Paide Linnameeskond (3.)   | Birkirkara (VP)                 |  |
| 1. předkolo       | 1. předkolo       | Gżira United (3.)            | Balzan (4.)                 | Torpedo Kutaisi (VP)       | Dinamo Batumi (2.)              |  |
| 1. předkolo       | 1. předkolo       | Dila Gori (3.)               | Makedonija (VP)             | Škupi (2.)                 | Škendija (3.)                   |  |
| 1. předkolo       | 1. předkolo       | Vaduz (VP)                   | Connah's Quay Nomads (2.)   | Penybont (3.)              | Haverfordwest County (POV)      |  |
| 1. předkolo       | 1. předkolo       | Bruno's Magpies (VP)         | Europa (2.)                 | Víkingur Reykjavík (VP)    | KA (2.)                         |  |
| 1. předkolo       | 1. předkolo       | Sutjeska (VP)                | Arsenal Tivat (3.)          | Inter Club d'Escaldes (VP) | Santa Coloma (3.)               |  |
| 1. předkolo       | 1. předkolo       | Virtus (VP)                  | Cosmos (2.)                 |                            |                                 |  |

Poznámky
1. ↑  Kvůli porušení finančních předpisů UEFA byl sedmý Juventus vyloučen z mužských klubových soutěží UEFA. Následně zaujala místo v Evropské lize osmá Fiorentina.
2. 1 2  Dva poražení z prvního kvalifikačního kola Ligy mistrů byli vylosováni jako postupující do třetího kvalifikačního kola (Mistrovská část), protože o dva méně poražené bylo převedeno do druhého kvalifikačního kola (Mistrovská část), a to z důvodu uvolnění míst ve skupinové fázi Ligy mistrů v důsledku kvalifikace držitelů titulu LM prostřednictvím ligového umístění a pozastavení účasti Ruska v evropské sezoně 2023/24.
3. 1 2  Ukrajinský pohár 2022/23 byl zrušen kvůli probíhající ruské invazi na Ukrajinu. Místa vyhrazená pro týmy na třetím a čtvrtém místě v lize byla převedena na týmy na čtvrtém, resp. pátém místě v lize.
4. ↑  Priština se měla kvalifikovat do druhého kvalifikačního kola Evropské ligy jako vítěz Kosovského poháru 2022/23, ale nezískala licenci UEFA. V důsledku toho místo vyhrazené pro druhé kvalifikační kolo získal vicemistr kosovské fotbalové Superligy 2022/23 Drita, který byl původně zařazen do prvního kvalifikačního kola, a místo vyhrazené pro první kvalifikační kolo získal tým Dukagjini, který se umístil na čtvrtém místě.'"`UNIQ--ref-0000000D-QINU`"'
5. 1 2 3  Vítězové (Šachťor Soligorsk) a druhý tým (Energetik-BGU Minsk) běloruské Premier League 2022 byli fotbalovou federací Běloruska shledáni vinnými z ovlivňování zápasů a byla jim odebrána licence UEFA. V důsledku toho byla místa v Evropské konferenční lize pro týmy na druhém a třetím místě přenechána čtvrtému, respektive pátému týmu ligy.

## Termíny
Termíny pro odehrání jednotlivých kol a jejich losování jsou uvedeny níže. Pokud není uvedeno jinak, los probíhá vždy v Nyonu, ve Švýcarsku, v sídle UEFA.
| Fáze            | Kolo             | Datum losování    | První zápasy       | Druhé zápasy       |
| --------------- | ---------------- | ----------------- | ------------------ | ------------------ |
| Kvalifikace     | 1. předkolo      | 20. června 2023   | 13. červenec 2023  | 20. červenec 2023  |
| Kvalifikace     | 2. předkolo      | 21. června 2023   | 27. červenec 2023  | 2. srpna 2023      |
| Kvalifikace     | 3. předkolo      | 24. červenec 2023 | 10. srpen 2023     | 17. srpen 2023     |
| Kvalifikace     | 4. předkolo      | 7. srpna 2023     | 24. srpna 2023     | 31. srpna 2023     |
| Skupinová fáze  | 1. kolo          | 1. září 2023      | 21. září 2023      | 21. září 2023      |
| Skupinová fáze  | 2. kolo          | 1. září 2023      | 5. října 2023      | 5. října 2023      |
| Skupinová fáze  | 3. kolo          | 1. září 2023      | 26. října 2023     | 26. října 2023     |
| Skupinová fáze  | 4. kolo          | 1. září 2023      | 9. listopadu 2023  | 9. listopadu 2023  |
| Skupinová fáze  | 5. kolo          | 1. září 2023      | 30. listopadu 2023 | 30. listopadu 2023 |
| Skupinová fáze  | 6. kolo          | 1. září 2023      | 14. prosince 2023  | 14. prosince 2023  |
| Vyřazovací fáze | Předkolo playoff | 18. prosince 2023 | 15. února 2024     | 22. února 2024     |
| Vyřazovací fáze | Osmifinále       | 23. února 2024    | 7. března 2024     | 14. března 2024    |
| Vyřazovací fáze | Čtvrtfinále      | 15. března 2024   | 11. dubna 2024     | 18. dubna 2024     |
| Vyřazovací fáze | Semifinále       | 15. března 2024   | 2. května 2024     | 9. května 2024     |
| Vyřazovací fáze | Finále           | 15. března 2024   | 29. května 2024    | 29. května 2024    |

## Kvalifikace

### 1. předkolo
Losování prvního kvalifikačního kola proběhlo 20. června 2023. První zápasy se odehrály 12. a 13. července a druhé zápasy 18. a 20. července 2023.
Vítězové dvojzápasů postoupili do druhého předkola nemistrovské fáze. Poražení byli pro tuto sezónu z evropských soutěží vyřazeni.
| Domácí v 1. zápase      | Celkem          | Hosté v 1. zápase     | 1. zápas | 2. zápas  |
| ----------------------- | --------------- | --------------------- | -------- | --------- |
| Sutjeska Nikšić         | 2 : 1           | Cosmos                | 1:0      | 1:1       |
| Domžale                 | 4 : 5           | Balzan                | 1:4      | 3:1 (pp.) |
| Vaduz                   | 2 : 3           | Nioman Hrodna         | 1:2      | 1:1       |
| Ararat-Armenia          | 5 : 5 (4:2 p)   | Egnatia               | 1:1      | 4:4 (pp.) |
| Torpedo Kutaisi         | 3 : 3           | Sarajevo              | 2:2      | 1:1 (pp.) |
| Alaškert                | 7 : 2           | Arsenal Tivat         | 1:1      | 6:1       |
| Željezničar Sarajevo    | 4 : 3           | Dinamo Minsk          | 2:2      | 2:1       |
| La Fiorita              | 1 : 2           | Zimbru Chișinău       | 1:1      | 0:1       |
| Maribor                 | 3 : 2           | Birkirkara            | 1:1      | 2:1       |
| Tirana                  | 3 : 2           | Dinamo Batumi         | 1:1      | 2:1       |
| Bruno's Magpies         | 1 : 3           | Dundalk               | 0:0      | 1:3       |
| Inter Club d'Escaldes   | 3 : 2           | Víkingur Gøta         | 2:1      | 1:1       |
| Progrès Niederkorn      | 4 : 2           | Gjilani               | 2:2      | 2:0       |
| Linfield                | 3 : 1           | Vllaznia              | 3:1      | 0:1       |
| KA                      | 4 : 0           | Connah's Quay Nomads  | 2:0      | 2:0       |
| Škendija                | 1 : 1 (2:3 p)   | Haverfordwest County  | 1:0      | 0:1 (pp.) |
| Haka                    | 2 : 3           | Crusaders             | 2:2      | 0:1       |
| HB Tórshavn             | 0 : 1           | Derry City            | 0:0      | 0:1       |
| Riga                    | 2 : 1           | Víkingur Reykjavík    | 2:0      | 0:1       |
| Žilina                  | 4 : 2           | FCI Levadia           | 2:1      | 2:1       |
| Pjunik                  | 5 : 0           | Narva Trans           | 2:0      | 3:0       |
| Panevėžys               | 3 : 2           | Milsami Orhei         | 2:2      | 1:0       |
| Tobol                   | 2 : 1           | Honka                 | 2:1      | 0:0       |
| DAC Dunajská Streda     | 2 : 3           | Dila Gori             | 2:1      | 0:2       |
| Makedonija Ďorče Petrov | 1 : 5           | RFS                   | 0:1      | 1:4       |
| Dukagjini               | 5 : 3           | Europa                | 2:1      | 3:2       |
| Penybont                | 1 : 3           | Santa Coloma          | 1:1      | 0:2 (pp.) |
| Hegelmann               | 0 : 5           | Shkupi                | 0:5      | 0:0       |
| F91 Dudelange           | 5 : 3           | St Patrick's Athletic | 2:1      | 3:2       |
| B36 Tórshavn            | 2 : 0           | Paide Linnameeskond   | 0:0      | 2:0 (pp.) |
| Gżira United            | 3 : 3 (14:13 p) | Glentoran             | 2:2      | 1:1 (pp.) |

### 2. předkolo
Losování prvního kvalifikačního kola proběhlo 21. června 2023. První zápasy se odehrály 25., 26. a 27. července a druhé zápasy 1., 2. a 3. srpna 2023. V mistrovské části měly dva týmy mít volný los do 3. předkola, protože z předkol Ligy mistrů bylo do předkol Evropské konferenční ligy přesunuto o dva týmy méně.
Vítězové dvojzápasů postoupili do třetího předkola příslušné fáze. Poražení byli pro tuto sezónu z evropských soutěží vyřazeni.

#### Mistrovská část
| Domácí v 1. zápase      | Celkem | Hosté v 1. zápase   | 1. zápas | 2. zápas |
| ----------------------- | ------ | ------------------- | -------- | -------- |
| Lincoln Red Imps        | —      | neznámá vlajka      | —        | —        |
| Flora                   | —      | neznámá vlajka      | —        | —        |
| Tre Penne               | 0 : 10 | Valmiera            | 0:3      | 0:7      |
| Ferencvárosi            | 6 : 0  | Shamrock Rovers     | 4:0      | 2:0      |
| The New Saints          | 3 : 4  | Swift Hesperange    | 1:1      | 2:3      |
| Atlètic Club d'Escaldes | 1 : 5  | Partizani           | 0:1      | 1:4      |
| Ħamrun Spartans         | 3 : 1  | Dinamo Tbilisi      | 2:1      | 1:0      |
| Farul Constanța         | 6 : 4  | Urartu              | 3:2      | 3:2      |
| Struga                  | 5 : 3  | Budućnost Podgorica | 1:0      | 4:3      |
| Ballkani                | 7 : 1  | Larne               | 3:0      | 4:1      |

#### Nemistrovská část
| Domácí v 1. zápase    | Celkem        | Hosté v 1. zápase    | 1. zápas | 2. zápas  |
| --------------------- | ------------- | -------------------- | -------- | --------- |
| Dukagjini             | 1 : 7         | Rijeka               | 0:1      | 1:6       |
| Gżira United          | 3 : 2         | F91 Dudelange        | 2:0      | 1:2       |
| Djurgårdens IF        | 2 : 3         | FC Luzern            | 1:2      | 1:1       |
| Celje                 | 4 : 4 (4:2 p) | Vitória de Guimarães | 3:4      | 1:0 (pp.) |
| Sutjeska Nikšić       | 2 : 3         | Santa Coloma         | 2:0      | 0:3 (pp.) |
| Hapoel Beer Ševa      | 2 : 1         | Panevėžys            | 1:0      | 1:1       |
| Vorskla Poltava       | 3 : 4         | Dila Gori            | 2:1      | 1:3       |
| CFR Kluž              | 2 : 3         | Adana Demirspor      | 1:1      | 1:2       |
| Ordabasy              | 4 : 5         | Legia Warszawa       | 2:2      | 2:3       |
| RFS                   | 1 : 4         | Sabah                | 0:2      | 1:2       |
| Beşiktaş              | 5 : 1         | Tirana               | 3:1      | 2:0       |
| Željezničar           | 2 : 4         | Neftçi               | 2:2      | 0:2       |
| APOEL                 | 4 : 2         | Vojvodina            | 2:1      | 2:1       |
| CSKA 1948             | 2 : 4         | FCSB                 | 0:1      | 2:3       |
| Alaškert              | 2 : 2 (1:3 p) | Debreceni            | 0:1      | 2:1 (pp.) |
| Lech Poznań           | 5 : 2         | Kauno Žalgiris       | 3:1      | 2:1       |
| Kalmar FF             | 2 : 4         | Pjunik               | 1:2      | 1:2       |
| Bodø/Glimt            | 7 : 2         | Bohemians 1905       | 3:0      | 4:2       |
| Auda                  | 2 : 5         | Spartak Trnava       | 1:1      | 1:4       |
| Osijek                | 3 : 1         | Zalaegerszegi        | 1:0      | 2:1       |
| Twente                | 2 : 1         | Hammarby IF          | 1:0      | 1:1       |
| KA                    | 5 : 3         | Dundalk              | 3:1      | 2:2       |
| Club Brugge           | 3 : 1         | AGF                  | 3:0      | 0:1       |
| Crusaders             | 4 : 5         | Rosenborg            | 2:2      | 2:3 (pp.) |
| Inter Club d'Escaldes | 3 : 7         | Hibernian            | 2:1      | 1:6       |
| Viktoria Plzeň        | 2 : 1         | Drita                | 0:0      | 2:1       |
| B36 Tórshavn          | 3 : 2         | Haverfordwest County | 2:1      | 1:1 (pp.) |
| Basilej               | 3 : 4         | Tobol                | 1:3      | 2:1       |
| Differdange 03        | 4 : 5         | Maribor              | 1:1      | 3:4 (pp.) |
| Austria Vídeň         | 3 : 1         | Borac Banja Luka     | 1:0      | 2:1       |
| CSKA Sofia            | 0 : 6         | Sepsi OSK            | 0:2      | 0:4       |
| Ararat-Armenia        | 1 : 2         | Aris                 | 1:1      | 0:1       |
| Maccabi Tel Aviv      | 5 : 0         | Petrocub Hîncești    | 3:0      | 2:0       |
| Torpedo-BelAZ Zhodino | 3 : 4         | AEK Larnaka          | 2:3      | 2:1       |
| Torpedo Kutaisi       | 3 : 5         | Aktobe               | 1:4      | 2:1       |
| Midtjylland           | 3 : 2         | Progrès Niederkorn   | 2:0      | 1:2 (pp.) |
| Derry City            | 5 : 4         | KuPS                 | 2:1      | 3:3       |
| Gent                  | 10 : 3        | Žilina               | 5:1      | 5:2       |
| Kecskeméti            | 3 : 4         | Riga                 | 2:1      | 1:3 (pp.) |
| Linfield              | 4 : 8         | Pogoń Szczecin       | 2:5      | 2:3       |
| PAOK                  | 4 : 1         | Bejtar Jeruzalém     | 0:0      | 4:1       |
| Nioman Hrodna         | 2 : 0         | Balzan               | 2:0      | 0:0       |
| Fenerbahçe            | 9 : 0         | Zimbru Chișinău      | 5:0      | 4:0       |
| Qəbələ                | 3 : 7         | Omonia               | 2:3      | 1:4       |
| Škupi                 | 0 : 3         | Levski Sofia         | 0:2      | 0:1       |

### 3. předkolo
Losování třetího kvalifikačního kola proběhlo 24. července 2023. První zápasy se odehrály 9. a 10. srpna a druhé zápasy 16. a 17. srpna 2023.
Vítězové dvojzápasů postoupí do čtvrtého předkola příslušné fáze. Poražení byli pro tuto sezónu z evropských soutěží vyřazeni.

#### Mistrovská část
| Domácí v 1. zápase | Celkem | Hosté v 1. zápase | 1. zápas | 2. zápas |
| ------------------ | ------ | ----------------- | -------- | -------- |
| Ħamrun Spartans    | 2 : 8  | Ferencvárosi      | 1:6      | 1:2      |
| Farul Constanța    | 5 : 0  | Flora             | 3:0      | 2:0      |
| Valmiera           | 1 : 3  | Partizani         | 1:2      | 0:1      |
| Ballkani           | 5 : 1  | Lincoln Red Imps  | 2:0      | 3:1      |
| Struga             | 4 : 3  | Swift Hesperange  | 3:1      | 1:2      |

#### Nemistrovská část
| Domácí v 1. zápase | Celkem        | Hosté v 1. zápase   | 1. zápas | 2. zápas  |
| ------------------ | ------------- | ------------------- | -------- | --------- |
| AEK Larnaka        | 1 : 2         | Maccabi Tel Aviv    | 1:1      | 0:1       |
| Sabah              | 2 : 2 (4:5 p) | Partizan            | 2:0      | 0:2 (pp.) |
| Sepsi OSK          | 2 : 1         | Aktobe              | 1:0      | 1:0       |
| Rapid Vídeň        | 5 : 0         | Debreceni           | 0:0      | 5:0       |
| Hajduk Split       | 0 : 3         | PAOK                | 0:0      | 0:3       |
| Santa Coloma       | 0 : 3         | AZ                  | 0:1      | 0:2       |
| Celje              | 5 : 1         | Nioman Hrodna       | 1:0      | 4:1       |
| Beşiktaş           | 5 : 2         | Neftçi              | 3:1      | 2:1       |
| Omonia             | 2 : 5         | Midtjylland         | 1:0      | 1:5       |
| Aris               | 2 : 2 (5:6 p) | Dynamo Kyjev        | 1:0      | 1:2 (pp.) |
| Legia Warszawa     | 6 : 5         | Austria Vídeň       | 1:2      | 5:3       |
| Hapoel Beer Ševa   | 1 : 2         | Levski Sofia        | 0:0      | 1:2       |
| Hibernian          | 5 : 3         | Luzern              | 3:1      | 2:2       |
| Viktoria Plzeň     | 6 : 0         | Gżira United        | 4:0      | 2:0       |
| Arouca             | 3 : 4         | Brann               | 2:1      | 1:3       |
| Gent               | 6 : 2         | Pogoń Szczecin      | 5:0      | 1:2       |
| Adana Demirspor    | 7 : 4         | Osijek              | 5:1      | 2:3       |
| B36 Tórshavn       | 1 : 5         | Rijeka              | 1:3      | 0:2       |
| Twente             | 5 : 0         | Riga                | 2:0      | 3:0       |
| Rosenborg          | 3 : 4         | Heart of Midlothian | 2:1      | 1:3       |
| Fenerbahçe         | 6 : 1         | Maribor             | 3:1      | 3:0       |
| Club Brugge        | 10 : 2        | KA                  | 5:1      | 5:1       |
| Dila Gori          | 0 : 3         | APOEL               | 0:2      | 0:1       |
| Lech Poznań        | 3 : 4         | Spartak Trnava      | 2:1      | 1:3       |
| FCSB               | 0 : 2         | Nordsjælland        | 0:0      | 0:2       |
| Tobol              | 1 : 1 (6:5 p) | Derry City          | 1:0      | 0:1 (pp.) |
| Bodø/Glimt         | 6 : 0         | Pjunik              | 3:0      | 3:0       |

### 4. předkolo
Losování čtvrtého kvalifikačního kola proběhlo 7. srpna 2023. První zápasy se odehrály 24. srpna a druhé zápasy 31. srpna 2023.
Vítězové dvojzápasů postoupí do skupinové fáze fáze. Poražení byli pro tuto sezónu z evropských soutěží vyřazeni.
Od této fáze se začíná používat VAR.

#### Mistrovská část
| Domácí v 1. zápase | Celkem | Hosté v 1. zápase | 1. zápas | 2. zápas |
| ------------------ | ------ | ----------------- | -------- | -------- |
| Ballkani           | 4 : 2  | BATE Borisov      | 4:1      | 0:1      |
| Žalgiris           | 0 : 7  | Ferencvárosi      | 0:4      | 0:3      |
| Struga             | 0 : 2  | Breiðablik        | 0:1      | 0:1      |
| Farul Constanța    | 2 : 3  | HJK               | 2:1      | 0:2      |
| Astana             | 2 : 1  | Partizani         | 1:0      | 1:1      |

#### Nemistrovská část
| Domácí v 1. zápase  | Celkem        | Hosté v 1. zápase   | 1. zápas | 2. zápas  |
| ------------------- | ------------- | ------------------- | -------- | --------- |
| Levski Sofia        | 1 : 3         | Eintracht Frankfurt | 1:1      | 0:2       |
| Gent                | 4 : 1         | APOEL               | 2:0      | 2:1       |
| Spartak Trnava      | 3 : 2         | Dnipro-1            | 1:1      | 2:1 (pp.) |
| Sepsi OSK           | 4 : 5         | Bodø/Glimt          | 2:2      | 2:3 (pp.) |
| Tobol               | 1 : 5         | Viktoria Plzeň      | 1:2      | 0:3       |
| Hibernian           | 0 : 8         | Aston Villa         | 0:5      | 0:3       |
| Midtjylland         | 4 : 4 (5:6 p) | Legia Warszawa      | 3:3      | 1:1 (pp.) |
| Lille               | 3 : 2         | Rijeka              | 2:1      | 1:1 (pp.) |
| Genk                | 2 : 2 (5:4 p) | Adana Demirspor     | 2:1      | 0:1 (pp.) |
| Fenerbahçe          | 6 : 1         | Twente              | 5:1      | 1:0       |
| Dynamo Kyjev        | 2 : 4         | Beşiktaş            | 2:3      | 0:1       |
| AZ                  | 4 : 4 (6:5 p) | Brann               | 1:1      | 3:3 (pp.) |
| Rapid Vídeň         | 1 : 2         | Fiorentina          | 1:0      | 0:2       |
| Heart of Midlothian | 1 : 6         | PAOK                | 1:2      | 0:4       |
| Nordsjælland        | 6 : 0         | Partizan            | 5:0      | 1:0       |
| Osasuna             | 3 : 4         | Club Brugge         | 1:2      | 2:2       |
| Maccabi Tel Aviv    | 5 : 2         | Celje               | 4:1      | 1:1       |

## Skupinová fáze
Los základních skupin se uskutečnil 1. září 2023, kdy bylo nalosováno 8 skupin po 4 účastnících. Při losování byly týmy nasazeny do čtyř skupin po osmi týmech na základě klubových koeficientů. Do stejné skupiny nemohly být nalosovány týmy ze stejné asociace a z politických důvodů ani týmy ze Srbska a Kosova.
- Týmy ze stejné země nemohou být nalosovány do stejné skupiny.

Breiðablik, Čukarički, KÍ, Olimpija Lublaň a Zrinjski Mostar se poprvé představí ve skupinové fázi soutěže UEFA. Breiðablik, KÍ a Zrinjski Mostar budou prvními týmy z Islandu, Faerských ostrovů a Bosny a Hercegoviny, které se představí ve skupinové fázi soutěže UEFA. Breiðablik je vůbec první klub, který začal v 0. předkole Ligy mistrů a dostal se do skupinové fáze.
Los
| Koš 1               | Koš 1  | Koš 2             | Koš 2  | Koš 3           | Koš 3  | Koš 4           | Koš 4 |
| ------------------- | ------ | ----------------- | ------ | --------------- | ------ | --------------- | ----- |
| Eintracht Frankfurt | 77.000 | PAOK              | 25.000 | Genk            | 18.000 | Zrinjski Mostar | 8.500 |
| Dinamo Záhřeb       | 55.000 | Slovan Bratislava | 24.500 | Zorja Luhansk   | 16.000 | KÍ              | 8.000 |
| Club Brugge         | 54.000 | Maccabi Tel Aviv  | 24.000 | Astana          | 14.000 | Aberdeen        | 8.000 |
| AZ                  | 47.500 | Viktoria Plzeň    | 22.000 | Beşiktaş        | 14.000 | Čukarički       | 6.475 |
| Gent                | 37.500 | Aston Villa       | 21.914 | HJK             | 11.000 | Lugano          | 6.335 |
| Fenerbahçe          | 30.000 | Ludogorec Razgrad | 21.000 | Legia Warszawa  | 11.000 | Breiðablik      | 6.000 |
| Lille               | 30.000 | Fiorentina        | 20.000 | Spartak Trnava  | 10.500 | Nordsjælland    | 5.565 |
| Ferencvárosi        | 27.000 | Bodø/Glimt        | 20.000 | Olimpija Lublaň | 9.000  | Ballkani        | 3.000 |

Vysvětlivky ke skupinám
|  | Postup do osmifinále play-off |
|  | Postup do předkola play-off   |

### Skupina A
| Poř. | Tým               | Z | V | R | P | VG | OG | B  |
| ---- | ----------------- | - | - | - | - | -- | -- | -- |
| 1.   | Lille             | 6 | 4 | 2 | 0 | 10 | 2  | 13 |
| 2.   | Slovan Bratislava | 6 | 3 | 1 | 2 | 8  | 7  | 10 |
| 3.   | Olimpija Lublaň   | 6 | 2 | 0 | 4 | 5  | 9  | 6  |
| 4.   | KÍ                | 6 | 1 | 1 | 4 | 4  | 9  | 4  |

### Skupina B
| Poř. | Tým              | Z | V | R | P | VG | OG | B  |
| ---- | ---------------- | - | - | - | - | -- | -- | -- |
| 1.   | Maccabi Tel Aviv | 6 | 5 | 0 | 1 | 14 | 9  | 15 |
| 2.   | Gent             | 6 | 4 | 1 | 1 | 16 | 7  | 13 |
| 3.   | Zorja Luhansk    | 6 | 2 | 1 | 3 | 10 | 11 | 7  |
| 4.   | Breiðablik       | 6 | 0 | 0 | 6 | 5  | 18 | 0  |

### Skupina C
| Poř. | Tým            | Z | V | R | P | VG | OG | B  |
| ---- | -------------- | - | - | - | - | -- | -- | -- |
| 1.   | Viktoria Plzeň | 6 | 6 | 0 | 0 | 9  | 1  | 18 |
| 2.   | Dinamo Záhřeb  | 6 | 3 | 0 | 3 | 10 | 5  | 9  |
| 3.   | Astana         | 6 | 1 | 1 | 4 | 4  | 13 | 4  |
| 4.   | Ballkani       | 6 | 1 | 1 | 4 | 3  | 7  | 4  |

### Skupina D
| Poř. | Tým         | Z | V | R | P | VG | OG | B  |
| ---- | ----------- | - | - | - | - | -- | -- | -- |
| 1.   | Club Brugge | 6 | 5 | 1 | 0 | 15 | 3  | 16 |
| 2.   | Bodø/Glimt  | 6 | 3 | 1 | 2 | 11 | 8  | 10 |
| 3.   | Beşiktaş    | 6 | 1 | 1 | 4 | 7  | 14 | 4  |
| 4.   | Lugano      | 6 | 1 | 1 | 4 | 6  | 14 | 4  |

1. 1 2  SPořadí podle rozdílu vstřelených branek: Beşiktaş +1, Lugano -1

### Skupina E
| Poř. | Tým             | Z | V | R | P | VG | OG | B  |
| ---- | --------------- | - | - | - | - | -- | -- | -- |
| 1.   | Aston Villa     | 6 | 4 | 1 | 1 | 12 | 7  | 13 |
| 2.   | Legia Warszawa  | 6 | 4 | 0 | 2 | 10 | 6  | 12 |
| 3.   | AZ              | 6 | 2 | 0 | 4 | 7  | 12 | 6  |
| 4.   | Zrinjski Mostar | 6 | 1 | 1 | 4 | 6  | 10 | 4  |

### Skupina F
| Poř. | Tým          | Z | V | R | P | VG | OG | B  |
| ---- | ------------ | - | - | - | - | -- | -- | -- |
| 1.   | Fiorentina   | 6 | 3 | 3 | 0 | 14 | 6  | 12 |
| 2.   | Ferencvárosi | 6 | 2 | 4 | 0 | 9  | 6  | 10 |
| 3.   | Genk         | 6 | 2 | 3 | 1 | 8  | 5  | 9  |
| 4.   | Čukarički    | 6 | 0 | 0 | 6 | 2  | 16 | 0  |

### Skupina G
| Poř. | Tým                 | Z | V | R | P | VG | OG | B  |
| ---- | ------------------- | - | - | - | - | -- | -- | -- |
| 1.   | PAOK                | 6 | 5 | 1 | 0 | 16 | 10 | 16 |
| 2.   | Eintracht Frankfurt | 6 | 3 | 0 | 3 | 11 | 7  | 9  |
| 3.   | Aberdeen            | 6 | 1 | 3 | 2 | 10 | 10 | 6  |
| 4.   | HJK                 | 6 | 0 | 2 | 4 | 7  | 17 | 2  |

### Skupina H
| Poř. | Tým               | Z | V | R | P | VG | OG | B  |
| ---- | ----------------- | - | - | - | - | -- | -- | -- |
| 1.   | Fenerbahçe        | 6 | 4 | 0 | 2 | 13 | 11 | 12 |
| 2.   | Ludogorec Razgrad | 6 | 4 | 0 | 2 | 11 | 11 | 12 |
| 3.   | Nordsjælland      | 6 | 3 | 1 | 2 | 17 | 7  | 10 |
| 4.   | Spartak Trnava    | 6 | 0 | 1 | 5 | 3  | 15 | 1  |

1. 1 2  Srovnané výsledky v přímých soubojích. Celkový rozdíl branek slouží jako rozhodující faktor.

## Vyřazovací fáze
Vyřazovací fázi Evropské konferenční ligy UEFA 2023/2024 bude hrát 24 týmů. 8 vítězů skupin, 8 týmů z 2. míst a 8 týmů ze 3. míst základních skupin Evropské ligy UEFA 2023/2024. Play-off začne předkolem, kde se proti sobě utkají nasazené a nenasazené týmy: nasazených je 8 týmů ze 2. míst skupin Evropské konferenční ligy, nenasazených je 8 týmů ze 3. míst Evropské ligy UEFA 2023/2024.
8 vítězů skupin postoupilo automaticky do osmifinále Evropské konferenční ligy, kde budou nasazeny. Los jednotlivých kol se uskuteční vždy ve švýcarském Nyonu.
Vyřazovací fáze začala losem 18. prosince 2023 a zápasy se odehrají od 15. února 2024 do 29. května 2024.

### Týmy

#### Vítězové a druhé týmy skupinové fáze Evropské konferenční ligy
| Skupina | Vítězové (postup do osmifinále a nasazení při losování) | Druhé místo (postup do předkola play-off a nasazení při losování) |
| ------- | ------------------------------------------------------- | ----------------------------------------------------------------- |
| A       | Lille                                                   | Slovan Bratislava                                                 |
| B       | Maccabi Tel Aviv                                        | Gent                                                              |
| C       | Viktoria Plzeň                                          | Dinamo Záhřeb                                                     |
| D       | Club Brugge                                             | Bodø/Glimt                                                        |
| E       | Aston Villa                                             | Legia Warszawa                                                    |
| F       | Fiorentina                                              | Ferencváros                                                       |
| G       | PAOK                                                    | Eintracht Frankfurt                                               |
| H       | Fenerbahçe                                              | Ludogorec Razgrad                                                 |

#### Třetí týmy skupinové fáze Evropské ligy
| Skupina | Týmy na třetích místech EL (postupují do předkola play-off a při losování nejsou nasazeny) |
| ------- | ------------------------------------------------------------------------------------------ |
| A       | Olympiacos                                                                                 |
| B       | Ajax                                                                                       |
| C       | Real Betis                                                                                 |
| D       | Sturm Graz                                                                                 |
| E       | Union Saint-Gilloise                                                                       |
| F       | Makabi Haifa                                                                               |
| G       | Servette                                                                                   |
| H       | Molde                                                                                      |

### Předkolo play-off
Los osmifinále proběhl 18. prosince 2023 ve 14:00. První zápasy se odehrály 15. února a odvety 22. února 2024.
| Domácí v 1. zápase   | Celkem | Hosté v 1. zápase   | 1. zápas | 2. zápas  |
| -------------------- | ------ | ------------------- | -------- | --------- |
| Sturm Graz           | 5 : 1  | Slovan Bratislava   | 4:1      | 1:0       |
| Servette             | 1 : 0  | Ludogorec Razgrad   | 0:0      | 1:0       |
| Union Saint-Gilloise | 4 : 3  | Eintracht Frankfurt | 2:2      | 2:1       |
| Real Betis           | 1 : 2  | Dinamo Záhřeb       | 0:1      | 1:1       |
| Olympiakos           | 2 : 0  | Ferencváros         | 1:0      | 1:0       |
| Ajax                 | 4 : 3  | Bodø/Glimt          | 2:2      | 2:1 (pp.) |
| Molde                | 6 : 2  | Legia Warszawa      | 3:2      | 3:0       |
| Makabi Haifa         | 2 : 1  | Gent                | 1:0      | 1:1       |

### Osmifinále
Los osmifinále proběhl 23. února 2024 ve 13:00. První zápasy se budou hrát 7. března a odvety 14. března 2024.
| Domácí v 1. zápase   | Celkem        | Hosté v 1. zápase | 1. zápas | 2. zápas  |
| -------------------- | ------------- | ----------------- | -------- | --------- |
| Servette             | 0 : 0 (1:3 p) | Viktoria Plzeň    | 0:0      | 0:0 (pp.) |
| Ajax                 | 0 : 4         | Aston Villa       | 0:0      | 0:4       |
| Molde                | 2 : 4         | Club Brugge       | 2:1      | 0:3       |
| Union Saint-Gilloise | 1 : 3         | Fenerbahçe        | 0:3      | 1:0       |
| Dinamo Záhřeb        | 3 : 5         | PAOK              | 2:0      | 1:5       |
| Sturm Graz           | 1 : 4         | Lille             | 0:3      | 1:1       |
| Makabi Haifa         | 4 : 5         | Fiorentina        | 3:4      | 1:1       |
| Olympiacos           | 7 : 5         | Maccabi Tel Aviv  | 1:4      | 6:1 (pp.) |

### Čtvrtfinále
Los čtvrtfinále proběhl 15. března 2024 ve 14:00. První zápasy se budou hrát 11. dubna a odvety 18. dubna 2024.
| Domácí v 1. zápase | Celkem        | Hosté v 1. zápase | 1. zápas | 2. zápas |
| ------------------ | ------------- | ----------------- | -------- | -------- |
| Club Brugge        | 3 : 0         | PAOK              | 1:0      | 2:0      |
| Olympiacos         | 3 : 3 (3:2 p) | Fenerbahçe        | 3:2      | 0:1 (pp. |
| Aston Villa        | 3 : 3 (4:3 p) | Lille             | 2:1      | 1:2 (pp. |
| Viktoria Plzeň     | 0 : 2         | Fiorentina        | 0:0      | 0:2 (pp. |

### Semifinále
Los semifinále proběhl 15. března 2024 ve 14:00. První zápasy se budou hrát 2. května a odvety 9. května 2024.
| Domácí v 1. zápase | Celkem | Hosté v 1. zápase | 1. zápas | 2. zápas |
| ------------------ | ------ | ----------------- | -------- | -------- |
| Aston Villa        | 2 : 6  | Olympiacos        | 2:4      | 0:2      |
| Fiorentina         | 4 : 3  | Club Brugge       | 3:2      | 1:1      |

### Finále
Finále se konalo 29. května 2024 na stadionu Agia Sophia v Athénách. Po losování čtvrtfinále a semifinále se ve stejný den uskutečnilo losování, které určilo administrativní domácí tým.
| 29. května 2024 21:00 |             |            |                                                                               |
| Olympiacos            | 1 : 0 (pp.) | Fiorentina | Agia Sophia Stadium, Athény, Řecko diváci: 26 842 rozhodčí: Artur Soares Dias |
| El-Kábí 116'          | Report      |            | Agia Sophia Stadium, Athény, Řecko diváci: 26 842 rozhodčí: Artur Soares Dias |